# Bogatell
Bogatell – stacja metra w Barcelonie, na linii 4. Stacja została otwarta w 1977.